# Histoire de l'Italie préromaine
Cet article relate les faits saillants de l'histoire de l'Italie avant la domination romaine.
Le territoire correspondant aujourd'hui à l'Italie a été peuplé de manière continue durant la Préhistoire et la Protohistoire, depuis le Paléolithique inférieur jusqu'à la fondation de la monarchie romaine.

## Préhistoire
Les premiers indices clairs de présence humaine en Italie datent du Paléolithique inférieur, il y a environ 500 000 ans.
Au fil des millénaires, l'alternance de périodes tempérées et de périodes glaciaires provoqua d'importants changements climatiques et géographiques. Durant les périodes froides, l'île d'Elbe et la Sicile étaient notamment reliées à la péninsule. La mer était effectivement à un niveau plus bas qu'il n'est actuellement et donc beaucoup plus en retrait ; la mer Adriatique était presque entièrement exondée. Le climat était plus humide.
La présence de l'homme de Néandertal est attestée au Paléolithique moyen, il y a environ 50 000 ans, notamment par le fossile de la grotte Guattari sur le Mont Circé. L'industrie lithique moustérienne est également présente dans de nombreux sites tels que la grotte Breuil, la grotte de Fumane, de San Bernardino ou l'abri Mochi.
L'Homo sapiens arrive sur le territoire italien au Paléolithique supérieur : L'Uluzzien puis l'Aurignacien sont documentés notamment à Fumane il y a plus de 34 000 ans. À la fin du Paléolithique, le niveau de la mer monte et recouvre l'immensité des plaines. Le climat change, la végétation et les espèces animales aussi.
Au Néolithique la culture de la céramique cardiale se répand en Italie.

## Protohistoire

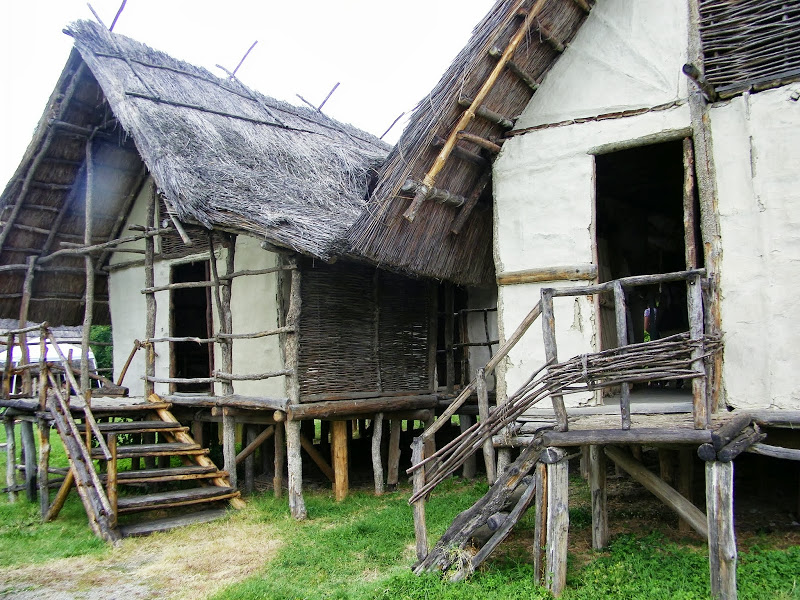
Maisons de Terramare reconstruites

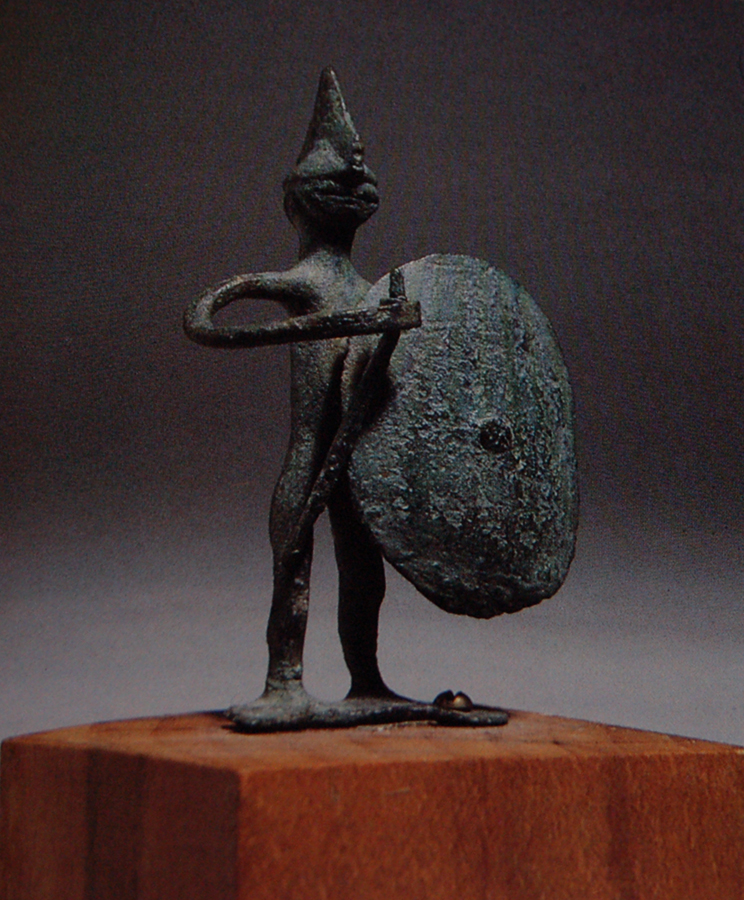
Statuette en bronze du représentant un guerrier, importé des Vénitiens et utilisé comme ornement funéraire

Des formes d'art primitif sont attestées en Ligurie, dans les vallées alpines telle la Val Camonica où se retrouvent des milliers de graffitis rupestres, dans toute la péninsule et dans les îles comme en Sardaigne à l'époque des nuraghes.
Pour l'Âge du bronze, la Culture campaniforme (2600-1800) est présente dans toute l'Italie (à l'exception du Sud).
La culture de Polada (2200-1600) se développe en Italie du Nord.
La culture de Castelluccio (2200-1800) s'affirme dans une partie de la Sicile.
La culture de Capo Graziano se confine presque aux Îles Éoliennes, et la culture nuragique (1800-300) en Sardaigne.
Au nord, dans la plaine du Pô une civilisation voit le jour vers le IIe millénaire av. J.-C. : la culture des Terramare (1700-1150), alors qu'au sud de la plaine du Pô, une autre s'installe durant la même période, la civilisation apenninique (1600-1200). La culture protovillanovienne (1200-900) leur succède, depuis la plaine du Pô, elle se diffuse en Italie centrale où naît la première grande civilisation de la Méditerranée occidentale, celle des Étrusques, peut-être aussi grâce à des apports extérieurs intégrés vraisemblablement sans trop de heurts. La culture de Canegrate se développe à partir de 1300 av. J.C. dans la Plaine du Pô, suivie par la culture de Golasecca (1100-400).
À l'aube des temps historiques, la péninsule italienne se décompose comme suit : au nord, les Ligures les Vénètes et les Étrusques, au centre les Étrusques les Ombriens les Latins et les Picènes, au sud les Osques et les Messapiens.
De cette époque datent des traditions alpines préchrétiennes (Autriche, Suisse, Savoie, Italie du nord, Slovénie), dont les personnages de Krampus, Berchta (Perchten), homme sauvage, participent d'un patrimoine culturel, folklorisé, en danger, en voie de disparition du fait de l'extinction des modes de vie traditionnels conservés plus longtemps dans les Alpes.

### Implantation latino-falisque
L'implantation dans la zone du Latium de populations italiques, en l'occurrence les Latins, remonte à l'âge du fer, une colonisation déclenchée par l’arrivée dans leurs régions d'origine d'autres populations illyriennes.
À l’origine, les Latins occupaient seulement une petite zone, dite « latius vetus » et dans les environs vivaient de nombreuses peuplades, dont la plus influente était les Étrusques. Les premiers campements s'installèrent sur le mont Palatin vers le Xe siècle av. J.-C. mais s'étendirent rapidement dans les zones voisines. Le choix initial fut probablement dicté par la possibilité de franchissement à gué du Tibre mais, par la suite, elle se révéla précieuse en raison de sa bonne situation sur les routes commerciales de l’époque.
Quand commence la phase « historique » des peuples installés dans la péninsule, alors que les Falisques occupent la vallée du Tibre entre les monts Cimini et les Sabatini, les Latins occupent seulement une petite zone, dite « latius vetus», qui va de la rive droite de la partie finale du cours du Tibre, des monts Albains jusqu’à la côte de la mer Tyrrhénienne.
 Leur territoire est limitrophe de celui sous influence de diverses autres populations, la plus importante étant certainement les Étrusques dont la zone d'influence commence immédiatement sur la rive septentrionale du Tibre.
Les Volsques, d’origine osque, occupent la partie méridionale du Latium et les monts Lépins ; les Aurunces la côte tyrrhénienne à cheval sur l’actuelle limite entre le Latium et la Campanie ; au nord, sur les Apennins, se trouvent les Sabins ; à l’est les Èques. Dans la vallée du Trero, les Herniques contrôlent la route commerciale vers la Campanie, et entre Ardea et Anzio sont installés les Rutules.

L’île Tibérine qui constitue le gué le plus pratique pour traverser le fleuve, est devenue le point d’intersection de deux axes commerciaux importants : l’un, reliant la côte à l’intérieur de la Sabine, est utilisé pour le commerce du sel qui représente dans l’Antiquité un aliment fondamental pour la vie humaine et l’autre, reliant l’Étrurie à la Campanie des villes grecques, sert aux échanges commerciaux entre ces deux populations. Contrôler l'île signifie maîtriser les trafics qui y transitaient et c’est très probablement de là que vient l'importance de Rome à ses débuts.

### Étrurie
Les Étrusques conquièrent Rome au VIIe siècle av. J.-C. et transforment la ville, qui bientôt conquiert l'Italie entière. L'Étrurie deviendra la Septième Région romaine. Comme Rome, l'Étrurie est ravagée par les raids gaulois du IVe siècle av. J.-C. L'Étrurie est lentement absorbée par Rome à partir du IIIe siècle av. J.-C. La confédération étrusque finit par subir une assimilation totale.

### L'implantation grecque
Au VIIIe siècle av. J.-C., à la suite d'une importante augmentation de la population en Grèce, de nombreux émigrants partent fonder de nouvelles cités autour de la Méditerranée. Le sud de l'Italie et la Sicile de par leur proximité et leurs richesses agricoles furent d'importants sites d'installation. Les nouvelles cités sont qualifiés de « colonies » par les historiens.
Les nouvelles cités ne dépendent de la cité-mère que lors de leur établissement. Les échanges (commerciaux, diplomatiques) entre la cité-mère et la colonie se faisaient ainsi d'égal à égal et il n'était pas rare que la nouvelle cité ne dépassât en richesse la cité-mère. Cependant une réelle fraternité unissait la colonie et sa cité-mère et qui se traduisait par exemple par une aide militaire en cas d'attaque de la colonie ou de la cité-mère. La Sicile, ou de nombreuses villes grecques furent implantées fut occupé par les Carthaginois. Rome va entrer en conflit avec eux et maitriser la Sicile. Par ailleurs, les grecs, désirant contrer la puissance montante de Rome, se liguent contre elle. Sans succès: les villes grecques tomberont une à une.

### Les invasions celtes

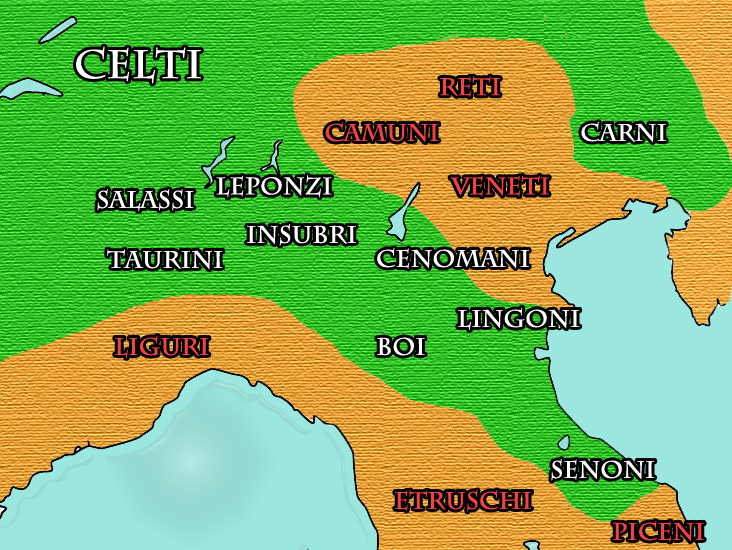
Les peuples de la Gaule cisalpine au

Au IVe siècle av. J.-C. une importante invasion celte se produit en Italie. Les gaulois occupent les terres étrusques de la plaine du Pô et pénètrent même en Italie centrale avant de s'installer définitivement dans le nord de la péninsule qu'ils contrôlent totalement à l'exception de la terre des Vénètes. La présence celte fut suffisamment forte et influente pour que le nord de l'Italie actuelle fût longtemps considéré comme faisant partie de la Gaule et nommé Gaule cisalpineou Gaule transpadane. À ce titre ce fut la seule partie de la péninsule qui fut effectivement une province romaine, la province de Gaule cisalpine. Après César cependant cette province disparaît, devenant à part entière un morceau de l'Italie.